# 212 a. C.
El año 212 a. C. fue un año del calendario romano prejuliano. En el Imperio romano se conocía como el año 542 ab urbe condita.

## Acontecimientos

### Cartago
- Sifax, rey de la tribu númida occidental de los masesilos, concierta una alianza con los romanos y ellos envían consejeros militares para ayudar a Sifax a entrenar a sus soldados. Él luego ataca a los númidas orientales (los masilios) gobernados por Gala, quien es un aliado de los cartagineses. El general cartaginés Asdrúbal viaja al norte de África desde Hispania para aplastar el alzamiento de los númidas.

### Grecia
- Después de ser detenido dos veces por los romanos en sus intentos de invadir Iliria por mar y constreñido por la flota del comandante romano Marco Valerio Levino en el Adriático, Filipo V de Macedonia mantiene con base terrestre sus actividades en Iliria. Apartándose de la costa, toma las ciudades interiores de Atintania, Dimale y Lissus y somete a la tribu griega de los dasaretas [1] y las tribus ilirias de los partinos y los ardiaeos.

### Hispania
- Los generales romanos Publio Cornelio Escipión y su hermano mayor, Cneo Cornelio Escipión Calvo, toman Sagunto a los cartagineses.

### Imperio seléucida
- Antíoco III el Grande se marcha de campaña a Asia, donde llegará hasta la India, y consigue principalmente recuperar las áreas conquistadas antes por Alejandro Magno.
- Habiendo recuperado la parte central de Anatolia del usurpador Aqueo, Antíoco vuelve sus fuerzas para recuperar las provincias exteriores del norte y el este del reino seléucida.
- Antíoco da a su hermana Antioquia en matrimonio al rey Jerjes de Armenia, quien reconoce la soberanía de Antíoco y le paga tributo.

### República romana
- Consulados de Apio Claudio Pulcro y Quinto Fulvio Flaco, cos. III, en la Antigua Roma.[2]
- Publio Licinio Craso Dives es elegido pontífice máximo sobre candidatos más distinguidos, a pesar de que nunca había tenido un cargo principal. Mantendrá el cargo hasta su muerte.
- Los soldados romanos alojados en Tarento enajenan tanto a los ciudadanos de la ciudad que los conspiradores admiten al general cartaginés Aníbal dentro de la ciudad. Los conspiradores entonces derrotan al contingente romano en ella. Aníbal mantiene el control de sus tropas de manera que el saqueo se limita a las casas romanas. La ciudadela en Tarento permanece bajo control romano, que deniega a Aníbal el uso de su bahía.
- Los cónsules romanos Claudio Pulcro y Fulvio Flaco asedian Capua con ocho legiones. Hanón el Viejo se traslada a Benevento para intentar ayudar a los habitantes de Capua, pero es derrotado por los romanos.
- Los capuanos entonces envían una llamada de ayuda a Aníbal. En respuesta, Aníbal envía 2000 soldados de la caballería númida como refuerzos a Capua. Las fuerzas combinadas cartaginesas derrotan a los romanos guiados por Flaco y Pulcro, el último de los cuales pronto morirá de las heridas padecidas. Aníbal toma Capua en la primera batalla de Capua.
- Victoria de Aníbal frente al ejército romano en la batalla del Silaro. Se lucha entre el ejército de Aníbal y una fuerza romana liderada por el pretor Marco Centenio Pénula. Los cartagineses son victoriosos, destrozando efectivamente al ejército de Centenio Pénula.
- Victoria de Aníbal frente al ejército romano en la primera batalla de Herdonia. Esa batalla se lucha entre el ejército cartaginés de Aníbal y fuerzas romanas que están asediando Herdonia liderados por el pretor Cneo Fulvio Flaco, hermano del cónsul Quinto Fulvio Flaco. El ejército romano es destruido, dejando Apulia libre de los romanos durante un año.
- Tras un largo asedio de dos años, Siracusa cae en poder del general romano Marco Claudio Marcelo, durante la segunda guerra púnica. La toma frente a un fuerte refuerzo cartaginés y a pesar del uso de máquinas de guerra diseñadas por el matemático y científico griego Arquímedes (como la garra de Arquímedes).
- Aunque Marcelo desea salvar las vidas de los siracusanos, es incapaz de evitar el saqueo de la ciudad por los soldados, que incluye la muerte de Arquímedes. Marcelo se lleva tesoros artísticos de Siracusa a Roma: el primer ejemplo documentado de una práctica que se convertiría en común.

### Tracia
- Tylis es destruido por los tracios.

## Fallecimientos
- Arquímedes de Siracusa, matemático y geómetra.